# Leptogium kalbii
Leptogium kalbii är en lavart som beskrevs av Marcelli & I. P. R. Cunha. Leptogium kalbii ingår i släktet Leptogium och familjen Collemataceae.   Inga underarter finns listade i Catalogue of Life.